# ليو إنغلوند
ليو إنغلوند (بالسويدية: Leo Englund)‏ هو لاعب كرة قدم سويدي، ولد في 16 أبريل 1991 في السويد. لعب مع Umeå FC ‏.

## وصلات خارجية
- ليو إنغلوند على موقع اتحاد السويد (السويدية)
- ليو إنغلوند على موقع قاعدة بيانات كرة القدم.إي يو (الإنجليزية)
- ليو إنغلوند على موقع Soccerway.com (الإنجليزية)